# Косаче (Горажде)
Косаче је насељено мјесто у граду Горажду, Босна и Херцеговина.

## Становништво
|             | 2013.       | 1991.         | 1981.         | 1971.         |
| Укупно      | 69 (100,0%) | 173 (100,0%)  | 189 (100,0%)  | 235 (100,0%)  |
| Бошњаци     | 68 (98,55%) | 173 (100,0%)1 | 189 (100,0%)1 | 234 (99,57%)1 |
| Муслимани   | 1 (1,449%)  | –             | –             | –             |
| Југословени | –           | –             | –             | 1 (0,426%)    |

1. 1 На пописима од 1971. до 1991. Бошњаци су пописивани углавном као Муслимани.